# Von Braut zu Braut
Von Braut zu Braut (Originaltitel: Wedding Bills) ist eine US-amerikanische Stummfilmkomödie aus dem Jahr 1927 von Erle C. Kenton mit Raymond Griffith in der Hauptrolle.

## Handlung
Der Trauzeuge Algernon Van Twidder schläft während einer Zeremonie ein, verwechselt die Ringe und küsst den Pfarrer statt die Braut. Er schwört, dass er mit Hochzeiten durch ist, als sein bester Freund Tom Milbank sich mit Mimi de Lyle einlässt, einer blonden Verführerin, die droht, ihn mit kompromittierenden Briefen zu entlarven und seine Romanze zu ruinieren. Algernon und Tom planen, sich eine Halskette zu leihen, die sie haben möchte, und sie ihr dann wieder zu stehlen. Beim Juwelier wird Algrrnon von einem hübschen Mädchen abgelenkt und verliert sie im Verkehr, nur um sie bei der Hochzeitsprobe wiederzusehen.
Mimi flüchtet mit der Kette, Algernon holt sie zurück, stellt jedoch fest, dass sie zur Hochzeit zu spät kommen. Nach einer wilden Verfolgungsjagd nach einer Taube, die die Kette an sich gebracht hat und die beim Juwelier endet, stellt Algernon fest, dass er mit Miss Bruce, der hübschen Sekretärin, verlobt ist.

## Hintergrund
Gedreht wurde der Film ab dem 3. Januar 1927 in den Paramount-Studios in Hollywood.
Da keine Kopien der sechs Filmrollen existieren, gilt der Film als verschollen.

## Veröffentlichung
Die Premiere des Films fand am 7. Mai 1927 statt. In Österreich kam er am 21. September 1928 in die Kinos.

## Kritiken
Mordaunt Hall von der The New York Times fand im Großen und Ganzen dieses Durcheinander hektischer Episoden durch und durch amüsant, die Gags seien recht originell.
Der Kritiker des Magazins The Film Daily daher eine Menge unterhaltsamen Unsinns mit einer witzigen Verfolgungsjagd, die für ein schnelles und lustiges Ende sorge.